# Schwarzenreuth (Weischlitz)
Schwarzenreuth ist ein zum Ortsteil Krebes der Gemeinde Weischlitz gehöriger Weiler im sächsischen Vogtlandkreis. Er wurde als Teil von Krebes am 1. Januar 1994 mit sechs weiteren Gemeinden zur Gemeinde Burgstein zusammengeschlossen. Diese wurde wiederum am 1. Januar 2011 in die Großgemeinde Weischlitz eingegliedert.

## Geografie

### Lage und Verkehr
Schwarzenreuth befindet sich im Südosten der Gemarkung Krebes, welche wiederum im Südwesten der Gemeinde Weischlitz liegt. Der Weiler liegt im Burgsteingebiet am Südrand des Plattenberges, welcher durch Wanderwege mit den Burgsteinruinen verbunden ist. Durch Schwarzenreuth führt der Kammweg Erzgebirge–Vogtland. Südlich des Orts verläuft in einiger Entfernung die Bundesautobahn 72.
Schwarzenreuth befindet sich im Westen des Vogtlandkreises und im sächsischen Teil des historischen Vogtlands an der Grenze zum Bayerischen Vogtland. Geografisch liegt der Ort im Zentrum des Naturraums Vogtland (Mittelvogtländisches Kuppenland).

### Nachbarorte
| Krebes                          |                                             | Ruderitz |
|                                 | Kompassrose, die auf Nachbargemeinden zeigt |          |
| Heinersgrün mit Flur Markusgrün | Flur Ramoldsreuth                           |          |

## Geschichte

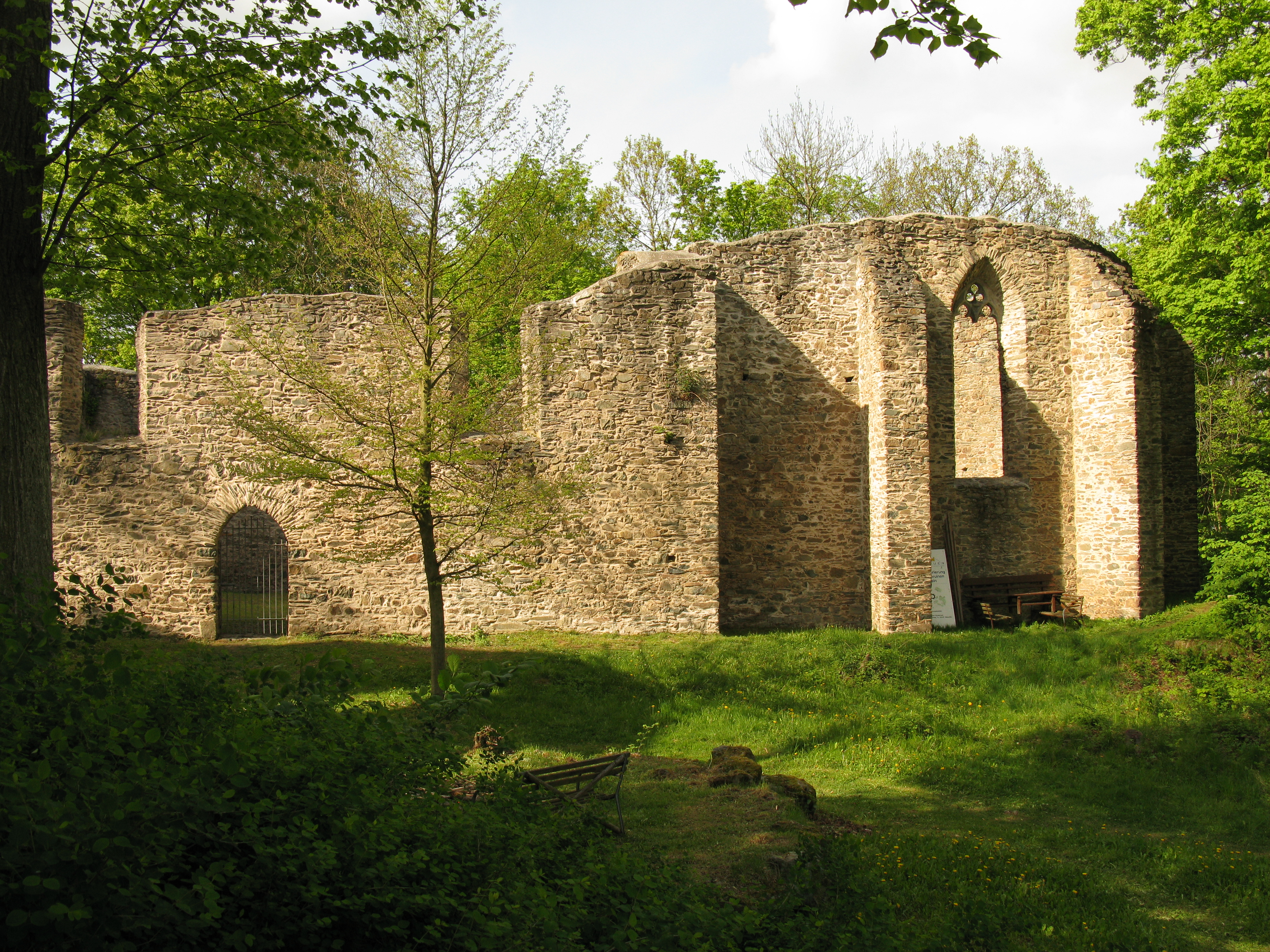
Burgsteinruinen nördlich von Schwarzenreuth

Der Waldname von Schwarzenreuth südlich der Burgstein-Ruinen wurde um 1487 als Holz, oberhalb Burgstein, später als die Schwarzreuth bezeichnet. Der Flurname ist im 19. Jahrhundert als auf dem Ruhland genannt. Eine in der Flur von Krebes liegende Siedlung ist im Jahr 1791 als Schwarz Reuth, im Jahr 1839 als Schwarzenreuth bzw. schwarze Reuthäuser angegeben. Der Flecken gehörte bezüglich der Grundherrschaft als Amtsdorf bis 1856 im kursächsischen bzw. königlich-sächsischen Amt Plauen. Der Ort war der südwestlichste Ort des Amts Plauen an der Grenze zum Amt Voigtsberg. Kirchlich ist der Ort seit jeher nach Krebes gepfarrt. 1856 wurde Schwarzenreuth als Teil von Krebes dem Gerichtsamt Plauen und 1875 der Amtshauptmannschaft Plauen angegliedert.
Durch die zweite Kreisreform in der DDR kam Schwarzenreuth als Teil der Gemeinde Krebes im Jahr 1952 zum Kreis Plauen-Land im Bezirk Chemnitz (1953 in Bezirk Karl-Marx-Stadt umbenannt). Mit der Einrichtung des Sperrgebiets an der innerdeutschen Grenze wurde das bis dahin touristisch beliebte Burgsteingebiet nicht mehr zugänglich. Die letzte Wirtsfamilie auf dem Burgstein wurde 1952 zwangsausgewiesen. Laut dem Historischen Ortsverzeichnis von Sachsen traf dieses Schicksal auch den Weiler Schwarzenreuth.
Mit der Wende endete für Schwarzenreuth und das Burgsteingebiet die Lage im Sperrgebiet. Der Weiler Schwarzenreuth besteht heute aus sechs Gebäuden. Als Teil der Gemeinde Krebes gehörte Schwarzenreuth ab 1990 zunächst zum sächsischen Landkreis Plauen. Am 1. Januar 1994 schloss sich die Gemeinde Krebes mit sechs weiteren Gemeinden zur Gemeinde Burgstein zusammen, die seit 1996 zum Vogtlandkreis gehörte. Mit der Eingliederung der Gemeinde Burgstein in die Großgemeinde Weischlitz bildet Krebes mit dem Weiler Schwarzenreuth und dem Ortsteil Ruderitz seit dem 1. Januar 2011 einen Ortsteil von Weischlitz.